# Stellan Andersson
Stellan Andersson (20 de enero de 1922-29 de mayo de 2016) fue un deportista sueco que compitió en tiro con arco, en la modalidad de arco recurvo. Ganó tres medallas de oro en el Campeonato Mundial de Tiro con Arco al Aire Libre, en los años 1952 y 1953.

## Palmarés internacional
| Campeonato Mundial al Aire Libre | Campeonato Mundial al Aire Libre | Campeonato Mundial al Aire Libre | Campeonato Mundial al Aire Libre |
| Año                              | Lugar                            | Medalla                          | Prueba                           |
| -------------------------------- | -------------------------------- | -------------------------------- | -------------------------------- |
| 1952                             | Bruselas (Bélgica)               | Medalla de oro                   | Individual                       |
| 1952                             | Bruselas (Bélgica)               | Medalla de oro                   | Equipo                           |
| 1953                             | Oslo (Noruega)                   | Medalla de oro                   | Equipo                           |